# Chiara
Chiara Siracusa (ur. 25 września 1976 w Valletcie) – maltańska piosenkarka. Trzykrotna reprezentantka Malty w Konkursie Piosenki Eurowizji: w 1998 (3. miejsce), 2005 (2. miejsce) i 2009 roku (22. miejsce).

## Dyskografia

### Albumy studyjne
- Shades of One (1998)
- What You Want (2000)
- Covering Diversions (2003)
- Here I Am (2005)[4]